# Lazarus von Schwendi
Lazarus von Schwendi, Barón de Hohenlandsberg (1522 en Mittelbiberach, Alsacia - 28 de mayo de 1583, castillo de Kirchhofen, Ehrenkirchen, Breisgau) fue un diplomático, hombre de estado y general imperial al servicio de los Emperadores Carlos V y Maximiliano II.
Combate a los turcos en Hungría, en el siglo XVI. En recompensa, Carlos V lo designa señor de Hohlandsberg, cerca de Colmar.
La leyenda sostiene que, después de su viaje por Hungría, Schwendi se ocupa de la viticultura de la región de Tokay (hoy en día denominada oficialmente como Tokaj-Hegyalja), dando lugar al nacimiento de la variedad de uva francesa «Tokay de Alsacia» (término hoy simplemente reducido, por protección de la denominación húngara, a la denominación «pinot gris»). En realidad, esa cepa era conocida en Alsacia desde la Edad Media.
Frédéric Auguste Bartholdi le consagra una estatua que lo representa brindando con una cepa de vid. Y orna desde 1898 la fontana Schwendi, sobre la plaza de la Antigua Aduana (también llamada Koïfhus) en Colmar (Alsacia).
- Datos: Q66558
- Multimedia: Lazarus von Schwendi / Q66558